# 마운틴 (대한민국의 음악 그룹)
마운틴 (Mountain)은 대한민국의 2인조 가수이다. 활동당시 대성기획(현재 DSP 미디어)의 소속이었다. 1996년 데뷔하였다.

## 구성원
- 오창훈
- 김준희

## 발매 음반
- 1집 - 《Mountain》 (1996년)